# Dumes
Dumes là một xã trong tỉnh Landes ở Aquitaine tây nam nước Pháp

## Biến động dân số
| 1945                                                            | 1965 | 1968 | 1975 | 1982 | 1990 | 1995 | 1999 | 2004 | 2006 |
| --------------------------------------------------------------- | ---- | ---- | ---- | ---- | ---- | ---- | ---- | ---- | ---- |
| 195                                                             | 176  | 152  | 136  | 112  | 113  | 106  | 135  | 215  | 240  |
| Nombre retenu à partir de 1945: Population sans doubles comptes |      |      |      |      |      |      |      |      |      |

1. ↑  "Dumes sur le site de l'Insee". Bản gốc lưu trữ ngày 20 tháng 3 năm 2007. Truy cập ngày 7 tháng 3 năm 2009.